# Synantheopsis parulekari
Synantheopsis parulekari is een zeeanemonensoort uit de familie Actiniidae.
Synantheopsis parulekari is voor het eerst wetenschappelijk beschreven door Den Hartog & Vennam in 1993.